# Daïra de Zitouna
La daïra de Zitouna est une circonscription administrative algérienne située dans la wilaya de Skikda. Son chef-lieu est situé sur la commune éponyme de Zitouna.

## Communes
La daïra est composée de deux communes: 
- Zitouna
- Kanoua